# Villa Martelli (Firenze)
Villa Martelli  è una dimora storica italiana; si trova in via di Soffiano, a Firenze.

## Storia e descrizione
La villa si trova in posizione dominante, sulla cima di un piccolo promontorio vicino Soffiano, dal quale si gode uno splendido panorama.
Inizialmente la struttura era un  palagio  dei Soderini, dalla volumetria massiccia. 
Nel 1487, la figlia di Giovanni Tegliacci, vedova di Francesco Soderini, donò la sua proprietà, con tutti gli annessi, alla figlia Margherita, moglie di Francesco di Niccolò Martelli.
Nel 1749 il senatore Domenico di Niccolò Martelli restaurò la villa, la quale versava in uno stato di abbandono e di degrado: addirittura erano crollate alcune parti strutturali dell'immobile, mentre altre necessitavano di un urgente intervento di consolidamento. 
La villa fu restaurata, mantenendo il suo sobrio e massiccio aspetto, privo delle decorazioni scenografiche tipiche delle ville dell'epoca. Alcune stanze furono decorate a finti berceaux, mentre all'esterno furono risistemati il resede circostante e il giardino ai lati dello "stradone" a tornanti, che risaliva verso l'edificio, partendo da Soffiano. 
Questo stradone terminava nel piazzale adiacente alla nuova cappella, costruita sul lato sud-est dell'edificio, ed era accessibile a tutti i fedeli. 
Anche i poderi furono riorganizzati e la fattoria di Soffiano si dotò di case coloniche (ancor oggi esistenti sempre a sud-est della villa). La fattoria venne in seguito venduta all'Ordine di Santo Stefano, sotto il titolo di Baliato di San Miniato. 
Nel 1860 Alessandro Martelli commissionò a Giuseppe Poggi la costruzione di un viale a tornanti, sostituendo così il precedente stradone, assai più angusto.